# Antoinette Montaigne
Pour les articles homonymes, voir Montaigne (homonymie).
Antoinette Montaigne, née le 18 janvier 1965 à Bangassou, est une femme politique franco-centrafricaine. Docteur en droit pénal. Elle a soutenu sa thèse sur « la délinquance des mineurs en banlieue parisienne » sous la direction d'Henri Robert en 1999, à l'université de Paris 2.

## Biographie
En mars 2008, elle figure en 10e position sur la liste d'Hugues Rondeau, maire CNIP sortant de Bussy-Saint-Georges ; et à la suite de la victoire de ce dernier, elle devient conseillère municipale déléguée à la Médiation juridique et sociale et à la Coopération décentralisée. Le 27 janvier 2014, elle est nommée ministre de la Communication et de la Réconciliation nationale dans le gouvernement centrafricain de transition du Premier ministre André Nzapayeké,,,,,,,,. Le 22 août 2014, elle quitte ses fonctions de ministre, pour devenir porte-parole de la Présidence centrafricaine. Contestée dans son action gouvernementale et soupçonnée de corruption par le journal Jeune Afrique alors qu'elle avait lancé une critique contre le pouvoir des médias, elle est limogée par décret le 5 juin 2015. Elle exigera que toute la lumière soit faite sur cette atteinte.  
Son travail repose sur la construction de la paix, la lutte contre la violence et le développement durable. 